# V Caeli
V Caeli är en pulserande variabel av RR Lyrae-typ (RRAB)i stjärnbilden Gravstickeln. 
Stjärnan varierar i visuell magnitud mellan +12,252 och 13,297 med en period av 0,5709138 dygn eller 13,70193 timmar. RR Lyrae-stjärnornas period varierar mellan 0,2 och 1,2 dygn med ett medianvärde på 0,5 dygn. V Caeli ligger sålunda strax över medianvärdet.